# Боллоев, Алан Аликович
Ала́н Алико́вич Болло́ев (род. 11 июня 1983, Сурхандарьинская область) — российский футболист, полузащитник. Тренер.

## Карьера
Начина свою карьеру Алан Боллоев в дубле московского «Торпедо». В скором времени он перебрался в «Торпедо» владимирское. В нём он играл в 2001—2017 годах (с перерывом). Всего за команду в первенствах страны провел 364 матча и забил 40 голов. В 2011—2013 годах полузащитник выступал в костромском «Спартаке». В феврале 2018 года объявил о завершении карьеры. В августе 2025 года вернулся во владимирское «Торпедо», войдя в тренерский штаб Алана Засеева.

## Достижения
- Победитель турнира второго дивизиона зоны «Запад» (2): 2004, 2010